# Steinhäuser Hof
Der Steinhäuser Hof, auch Kuby’scher Hof, in Neustadt an der Weinstraße (Rheinland-Pfalz) ist vermutlich der älteste erhaltene pfälzische Bürgerhof aus dem 13. Jahrhundert.
Das heute insgesamt aus sieben Gebäuden bestehende Anwesen wurde in späteren Epochen mehrfach umgebaut. Das gotische Hauptgebäude geht auf das Jahr 1276 zurück und ist das älteste Bürgerhaus Neustadts.

## Lage

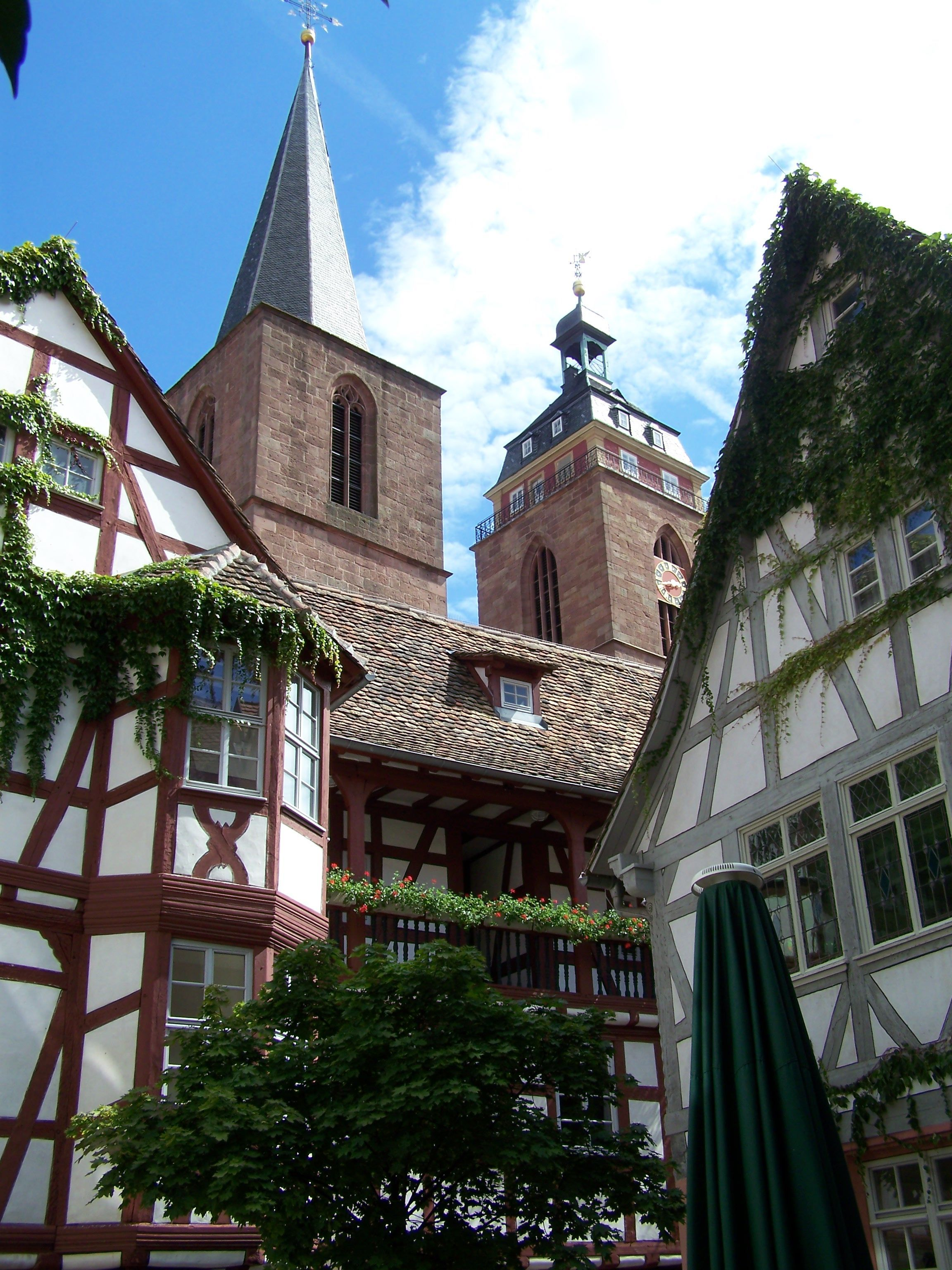
Steinhäuser Hof, im Hintergrund die Stiftskirche

Der Steinhäuser Hof liegt im Nordwesten des Stadtkerns von Neustadt im ehemaligen Judenviertel, gegenüber dem Rathaus, unweit des Marktplatzes, mit Blick auf die Türme der Stiftskirche.

## Geschichte
Das so genannte Gotische Haus, der wohl älteste Teil des Anwesens, ist ein dreistöckiger Bau aus Bruchsteinmauerwerk, der mit einem Stufengiebel bekrönt ist. Dendrochronologische Untersuchungen haben eine Entstehung um 1276 ergeben. Es gehört damit zu den ältesten erhaltenen steinernen Patrizierhäusern in Rheinland-Pfalz.
Das mächtige giebelständige Haupthaus in der Rathausstraße 6 ist ein Fachwerkhaus auf einem Massivsockel. Der dreigeschossige Bau trägt einen in zwei Ebenen geteilten Giebel von 1787. Das Dach ist mit Schiefer gedeckt und die Fenster sind mit reich verzierten Sandsteingewänden versehen.
Für das Torhaus ist das Datum 1570 gesichert und der Westteil wurde vermutlich 1587 errichtet. Das Ost- und Rückgebäude, das Laubenganggebäude sowie der Treppenturm ergänzen die Anlage.
Der Torbau, ein dreigeschossiger, giebelständiger Fachwerkbau der Renaissance, wurde für Jerg Ziegler erbaut, er ist reich verziert: Ein Löwenkopf im Scheitel des Torbogens, Kopfreliefs, ein Wappenfeld, geschnitzte plastische Ornamente und geschweifte Andreaskreuze in den Fensterbrüstungen.
Das Anwesen wurde zunächst als Herberge „Zum Löwen“, nachher als Gasthaus „Zum Goldenen Löwen“ genutzt. Später wurde es nach der Besitzerfamilie Kuby als Kuby’scher Hof benannt.
Das denkmalgeschützte Ensemble wurde von 1985 bis 1993 im Rahmen der Altstadtsanierung saniert, die Deutsche Stiftung Denkmalschutz war 1993 an der Fertigstellung der Rohbauarbeiten für den zweiten Bauabschnitt beteiligt.

## Heutige Situation
Die malerische, stadt- und kunsthistorisch bedeutende Hofanlage wird heute überwiegend vom Gastgewerbe genutzt. Im ältesten Teil, dem so genannten Gotischen Haus, ist eine Weinbar und Vinothek untergebracht. Im dahinterliegenden Teil ist im ersten Stock der Trausaal der Stadt Neustadt angesiedelt. Im hinteren Bereich des Hofes, vormals Wirtschaftsgebäude, befindet sich ein Restaurant und Hotel. Der Hof wird für Open-Air-Veranstaltungen des Jazzclub-NW e.V. genutzt.